# Aphrophoridae
Famille
Sous-familles de rang inférieur
- Aphrophorinae Licent, 1912

Les Aphrophoridae sont une famille d'insectes de l'ordre des hémiptères (les hémiptères sont caractérisés par leurs deux paires d'ailes dont l'une, en partie cornée, est transformée en hémiélytre), du sous-ordre des Auchenorrhyncha.

## Sous-famille
- Aphrophorinae Licent 1912

## Liste des genres présents en Europe
- Aphrophora Germar 1821
- Lepyronia  Amyot & Serville 1843
- Mesoptyelus Matsumura 1904
- Neophilaenus Haupt 1935
- Paraphilaenus Vilbaste 1962
- Peuceptyelus Sahlberg 1871
- Philaenus Stål 1864

## Liste des genres non inclus dans la sous-famille des Aphrophorinae
Selon BioLib en 2023, les genres non inclus dans la sous-famille des Aphrophorinae sont au nombre de vingt-six :
- Abbalomba Distant, 1908
- Abdas Distant, 1916
- Amarusa Walker, 1857
- Anyllis Kirkaldy, 1906
- Basilioterpa Hamilton & Morales, 1992
- Bathyllus Stål, 1866
- Carystoterpa Lallemand, 1936
- Daha Distant, 1907
- Gaeta Metcalf & Bruner, 1944
- Interocrea Walker, 1870
- Kageptyelus Matsumura, 1942
- Liorhina Stål, 1870
- Macrofukia Matsumura, 1940
- Mesoptyelus Matsumura, 1904
- Nagaclovia Matsumura, 1940
- Nagafukia Matsumura, 1940
- Nagophora Matsumura, 1942
- Novaphrophara Lallemand, 1940
- Obiphora Matsumura, 1942
- Peuceptyelus Sahlberg, 1871
- Philagra Stål, 1863
- Ptyelinellus Lallemand, 1946
- Sabphora Matsumura, 1942
- Sagophora Matsumura, 1942
- Takagia Tang, 1984
- Takaphora Matsumura, 1942